# Політичний симулятор
Політичний симулятор (англ. political simulation) або симулятор уряду (англ. government simulation) - жанр настільних і відеоігор, які симулюють уряд і політику певної країни або якоїсь її частини. У цих іграх може бути присутнім геополітична складова (в тому числі формування і здійснення зовнішньої політики), створення внутрішніх політичних правил або проведення політичних кампаній. Ігри в цьому жанрі відрізняються від варгеймів зниженою роллю від військових або екшн-елементів або подання їх в абстрактному вигляді.

## Настільні ігри
Ігри, засновані на політичних виборах або геополітиці, існували задовго до появи персональних комп'ютерів і їх можливості швидкої обробки великих обсягів статистичних даних. Однією з таких ранніх ігор є The Game of Politics, створена Освальдом Лордом (англ. Oswald Lord)  в 1935 році, яка залишалася популярною до 1960-х років. У 1954 році створена настільна гра «Дипломатія», яка, на відміну від інших варгеймів, містить фазу «переговорів». У цій фазі гравці можуть домовлятися один з одним, щоб згодом проводити військові операції одночасно. Національна політика залишалася важливою частиною настільних ігор, що зумовило створення ігор, схожих на Die Macher (випущена в 1986 році), заснованої на виборах в Німеччині , або Wreck the Nation, яка висміює політику США часів президентства Джорджа Буша.
Після довгих років існування в формі гри по листуванню, «Дипломатія» стала однією з перших ігор, які використовували переваги електронної пошти. Станом на 2007 рік «Дипломатія» залишається популярною PBEM-грою. 

## Відеоігри
У міру того, як комп'ютерна техніка ускладнювалася, відеоігри в жанрі стали переходити від електронної пошти до більш складної симуляції. Для багатьох європейських користувачів першої яка стала популярною грою в жанрі політичних симуляторів є Dictator. Це гра видана в 1983 році компанією dK'Tronics для комп'ютерів ZX Spectrum. Однією з перших в жанрі стала гра Balance of Power, розроблена Крісом Кроуфордом (англ. Chris Crawford) і видана в 1985 році. У цій грі представлений конфлікт на піку холодної війни, для вирішення якого слід використовувати політичні методи замість військової сили. В Balance of Power будь збройний конфлікт між гравцем і іншою наддержавою призводить до ядерної війни, яка є однією з умов поразки. 
У ігри «епохи холодної війни» входять також Conflict: Middle East Political Simulator від Virgin Interactive, Crisis in the Kremlin від Spectrum HoloByte і маловідома гра Hidden Agenda, що вийшла в 1988 році. 
Гра Conflict симулює гіпотетичну ситуацію в 1997 році, де гравець бере роль ізраїльського прем'єр-міністра і зобов'язаний, застосовуючи різні дипломатичні та секретні вказівки, досягти перемоги над народами, що змагаються. Гравець, оточений ворожими народами, сильно обмежений у військовій силі і тому повинен дотримуватися мирних засобів, щоб утриматися при владі до отримання більш досконалих озброєнь і військової сили. 
У грі Crisis in the Kremlin гравець приймає роль протеже одного з наступних радянських політиків: Михайло Горбачов з фракції реформістів, Єгор Лігачов - лідер фракції «твердої лінії», і Борис Єльцин - одна з фігур фракції націоналістів. Гравець може скористатися симуляцією для вивчення певних стратегій, які могли б або привести СРСР в епоху розкоші, або прискорити його розпад і інтеграцію в новий світовий порядок. У цій грі представлена концепція управління бюджетом, задоволеність громадян і фракцій, а також безліч економічних аспектів і широкий політичний спектр.
В Hidden Agenda гравець приймає роль президента держави Химерика (англ. Chimerica) з Центральної Америки, котрий пережив революцію. Гравець повинен жонглювати міжнародними відносинами і потребами населення країни. 
Ранні політичні симулятори переслідували швидше освітні цілі, ніж розважальні. Так в 1987 році в Університеті Кента (англ. Kent State University) була розроблена утиліта On the Campaign Trail як частина університетської програми політичного управління. За допомогою цієї програми студенти залучалися до прийняття рішень, що стосується виборчих кампаній до Сенату США із 1970 по 1986 роки. 
Гра Power Politics, випущена в 1992 році (як і гра President Elect 1981 го року) присвячена внутрішнім політичним кампаніям в США, але не управління країною після виборів. У 1996 році ця концепція була використана в грі Doonesbury Election Game, розробленої автором Power Politics Ренді Чейзом (англ. Randy Chase) і виданої Mindscape. У ній гравець проводить політичну кампанію за допомогою ряду радників, які представлені деякими персонажами з коміксу «Дунсбері». Наступна гра серії була названа Power Politics III і вийшла в 2005 році. У 2004 році компанія Stardock випустила гру Political Machine. У ній гравець управляє виборчою кампанією на посаду президента США тривалістю в 41 тиждень, беручи участь в розмовних політичних шоу і виробляючи зміст промов. Гра симулює сучасні способи проведення опитувань, пропонуючи зворотний зв'язок в реальному часі для розуміння того, як проведення кампанії впливає на результати опитувань. У 2006 році компанія TheorySpark випустила гру President Forever 2008 + Primaries. Гра являє собою симулятор виборчої кампанії, що дозволяє гравцеві реалістично управляти всією кампанією як в частині праймеріз, так і в частині основних виборів. Гра сама по собі представляє продовження вельми успішного симулятора основних виборів President Forever, що вийшов в 2004 році.
У деяких іграх жанру для можливості вплинути на виборців є функції введення нових політик або змін бюджету. Однією з таких ігор є Democracy, видана в 2005 році компанією Positech Games. У ній гравець робить протягом кожного ходу вибір, які політики слід підтримати. Із завершенням ходу гравець може бачити як змінюється його рейтинг серед різних типів виборців. Перед початком виборчої кампанії кандидати можуть давати ті чи інші обіцянки. У разі, якщо вони не зможуть ці обіцянки виконати, на наступних виборах підтримка цих кандидатів буде менше. 
Також існують ігри, в яких гравець приймає роль керівника держави, наприклад, SuperPower і її сиквел SuperPower 2. Метою ігор є створення економічної стабільності і процвітання, однак гра в цілому пов'язана із зовнішньою політикою і набором різних способів взаємодії з іншими країнами. У цих іграх присутня велика кількість існуючих в реальному світі договорів, що впливають на політику різних країн.

## Інтернет-ігри
Ігри, засновані на можливості інтернету, на зразок NationStates, дозволяють гравцеві впливати на прийняття щоденних рішень певного уряду в умовах конкуренції з іншими націями. Ігри з менш формалізованої структурою можуть проводитися на вебфорумах. У них гравці управляють урядами і народами на основі набору заздалегідь визначених правил. У цих іграх проводиться кілька раундів симуляції політики обраної країни в різних історичних періодах. Не всі подібні ігри мають масштаб держави. Вони можуть мати і міжнародне «охоплення», тоді як масштаб інших може бути державний або місцевий. Гравці в подібних іграх беруть участь вигаданих політиків і беруть участь в дебатах, роботі з пресою та в симуляції виборів. Реалізм в цих іграх вкрай високий, оскільки ключові теми кожного дня обговорюються і озвучуються самими гравцями і адміністраторами. При цьому адміністратори можуть довільно впливати на ігровий світ. 
В інших політичних інтернет-іграх після реєстрації гравець подає заявку на одну з вакантних посад (представник цілої країни або посадова особа всередині країни, наприклад, політик або генерал армії) і виконує поставлені перед ним завдання або за допомогою видання указів, публікування заяв в газетах і т. п., або (що частіше зустрічається) за допомогою майстра гри. У цих іграх зазвичай є сильний ухил в бік реалізму і кооперації. Прикладами подібних ігор можуть бути United States Government Simulation і Virtual Government Simulation. У цих іграх після реєстрації гравець створює свого персонажа і займає місце в Конгресі США разом іншими гравцями. Гравець може створювати проекти законів і висловлювати пропозиції щодо ним, домагаючись їх підписання і включення в чинне законодавство, збільшувати власне фінансування і фінансування своєї політичної партії, отримувати і зберігати керівні позиції в Конгресі для себе або своєї партії, або балотуватися на вищі пости аж до поста президента США. 

## Симуляція політики в інших жанрах

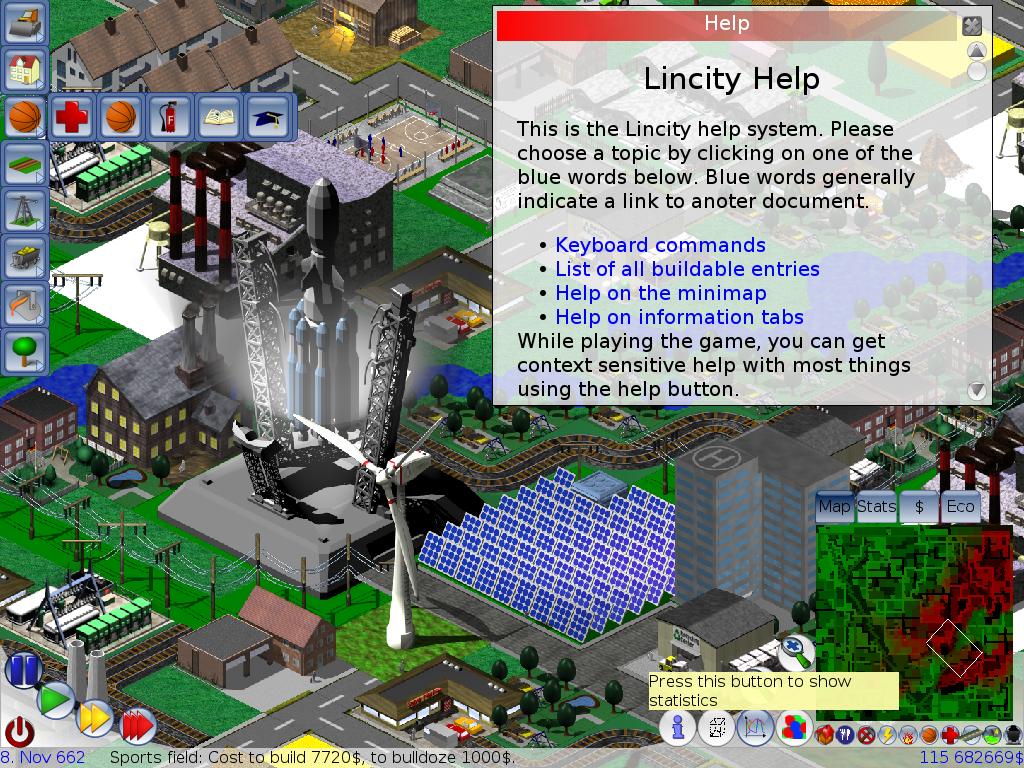
Lincity - містобудівний симулятор, в якому використовуються елементи жанру політичних симуляторів.

Управління урядом необхідно в багатьох інших симуляторах будівництва і управління . Наприклад, в містобудівних симуляторах серії SimCity від компанії Maxis відбувається симуляція посади мера міста. У SimCity представлено існуюче в реальному часі оточення, в якому гравець може виділяти зони для розвитку міста, будувати дороги, об'єкти енергетики і водної інфраструктури та спостерігати за розвитком міста, що відбувається на основі прийнятих ним рішень. Оригінальна версія SimCity була випущена в 1989 році, а в 2013 році вийшла п'ята частина серії. 
Часто в стратегічних іграх гравець повинен вирішувати проблеми з управлінням. В іграх жанру 4X необхідно управляти урядом, і це незалежно від сетингу. В задачі, що потребують вирішення входять, наприклад, будівництво інфраструктури або здійснення торгівлі. У грі Galactic Civilizations II гравцеві потрібно підтримувати певний рейтинг схвалення, щоб його партія залишалася при владі. Іноді внутрішня політика існує в більш абстрактній формі, ніж міжнародні конфлікти. Наприклад, в іграх серії Civilization гравець отримує повний контроль над ресурсами, і при цьому радикальне перевлаштування цивілізації виконується простою дією гравця. 
У різних стратегічних іграх управління урядом використовується в різному ступені. Так, в іграх серії Hearts of Iron (сетинг - Друга світова війна) цивільне населення представлено у вигляді факторів партизанства і трудового ресурсу. У грі Victoria: An Empire Under the Sun гравець повинен не тільки виробляти завоювання, а й здійснити другу промислову революцію, не дивлячись на що мали місце реальні політичні революції типу революцій 1848-1849 років або комуністичної революції . 
Уряд і політика часто представлені в іграх жанру квест . У грі A Mind Forever Voyaging в жанрі текстового квесту, випущеної в 1985 році компанією Infocom, гравець отримує контроль над розумним комп'ютером, що дозволяє ставити експерименти над сценаріями можливого майбутнього, ґрунтуючись на змінах рішень публічної політики. Журнал Newsweek так прокоментував гру: «Це не "1 984", але, в якомусь сенсі, це навіть страшніше». 
У вийшла в 2008 році грі Spore представлений етап «цивілізації», на якому гравець може керувати транспортними засобами і взаємодіяти з іншими містами, поки під його впливом не опиниться 12 міст. 

## Освіта
Крім розваги ці ігри мають практичне застосування для тренування і навчання персоналу урядів. Створено тренувальні симуляції для таких завдань як управління політикою правоохоронних органів (наприклад, для расового профілювання), симуляція кар'єри військового офіцера, симуляція дій лікарняного закладу в екстреній ситуації і т. п.

## Приклади політичних ігор
- American Government Simulation (2018)
- Aveneia (2019)
- Balance of Power (1985)
- Bandit Kings of Ancient China (1989)
- Clans to Kingdoms (2019)
- Commander in Chief (2008)
- Conflict: Middle East Political Simulator (1990)
- Crisis in the Kremlin (1991)
- Crisis in the Kremlin (2017)
- Crusader Kings (2004)
  - II (2012)
- CyberJudas (1996)
- Destiny of an Emperor (1989)
- Diplomacy (1954)
- Democracy (2005)
  - 2 (2007)
  - 3 (2013)
- eRepublik (2008)
- Floor 13 (1991)
- Geopolitical Simulator (2008)
  - Rulers of Nations (2010)
  - Masters of the World (2013)
- Hidden Agenda (1988)
- Jennifer Government: NationStates (2002)
- Laws of Civilization (2018)
- Nations: Dawn of an Era
- Politics and War
- Particracy Classic (2005)
- Power Politics
- President Elect (1981)
- President Forever 2008 + Primaries (2006)
- Republic: The Revolution (2003)
- Republic of Rome (1990)
- Romance of the Three Kingdoms (1985-2016)
- Rulers of Nations (2010)
- Shadow President (1993)
- SuperPower (2002)
  - SuperPower 2 (2004)
- Supreme Ruler серія
  - 1936 (2014)
  - 2010 (2005)
  - 2020 (2008)
  - Cold War (2010)
  - Ultimate (2014)
  - The Great War (2017)
- The Political Machine (2004)
  - 2008 (2008)
  - 2012 (2012)
  - 2016 (2016)
- Twilight Struggle (2005)